# Стад дьо ла Фронтиер
Стад дьо ла Фронтиер (на френски: Stade de la Frontière) е многофункционален стадион в град Еш сюр Алзет, Люксембург.
Построен е през 1927 г. Разполага с капацитет от 4000 места, от които 1200 са седящи. Приема домакинските мачове на местния футболен отбор Жонес Еш. Има лиценз за предварителните кръгове на евротурнирите.